# قائمة المجازر خلال الحرب الأهلية السورية
وقعت المئات من المذابح والمجازر طوالَ سنين الثورة السورية ضد نظام الأسد التي بدأت في أواخرِ العام 2011 ولم تنتهِ بعد. هذه قائمةٌ مرتّبةٌ حسب التاريخ بأبرز المجازر والمذابح التي حصلت والتي تورّط فيها غالبيّةُ الفاعِلين في الثورة السورية بما في ذلك النظامين السوري والروسي، فصائل المعارضة، التنظيمات «الإسلاميّة» المتشدّدة، التنظيمات الكرديّة وغيرهم.

## 2011
| التاريخ                              | المُنفِّذ              | الضحايا           | تفاصيل |
| ------------------------------------ | ------------------- | ----------------- | --- |
| 31 تمّوز/يوليو 2011 - 4 آب/أغسطس 2011 | الجيش العربي السوري | أكثر من 200 مدنيًا | في الفترة من 31 تمّوز/يوليو إلى 4 آب/أغسطس 2011، وأثناء حصار حماة، أفادت تقارير صحفيّة بأن قوات الحكومة السورية قتلت أكثر من 100 شخص في هجومٍ على مدينة حماة. رفع نشطاء المعارضة فيما بعد تقديراتهم لعدد القتلى المدنيين إلى 200 قتيل. |
| 19 - 20 كانون الأول/ديسمبر 2011      | الجيش العربي السوري | 235 منشقًا         | في الفترة من 19 إلى 20 كانون الأول/يسمبر 2011، وقعت مذبحةٌ في جبال جبل الزاوية بمحافظة إدلب. بدأت عمليات القتل بعد أن حاولت مجموعةٌ كبيرةٌ من الجنود الانشقاق عن مواقع الجيش على الحدودِ مع تركيا. اندلعت اشتباكات مكثفة بين الجيش والمنشقون الذين ساعدهم الثوار في تلك المنطقة. بعد يومين من الاشتباكات المتقطّعة، قُتل 235 مُنشقًا و100 من الجنود الموالين للحكومة فضلًا عن مقتل 120 مدنيًا آخر. |

## 2012
| التاريخ                        | المُنفِّذ                 | الضحايا                                    | تفاصيل |
| ------------------------------ | ---------------------- | ------------------------------------------ | --- |
| 27 شباط/فبراير 2012            | الجيش العربي السوري    | 68 مدنيًا                                   | في السابع والعشرين من شباط/فبراير 2012 وخلال هجوم حمص، أفاد المرصد السوري لحقوق الإنسان بالعثورِ على 68 جثة بين قريتي رام الز والغجارية ونُقلوا إلى المستشفى المركزي في حمص. أظهرت الجروح أن بعض من لقوا مصرعهم تعرضوا لإطلاق النار بينما لقى آخرون مصرعهم بسبب قطعِ الأسلحة. اتهمَ الثوار النظام بالوقوفِ وراء قتل الضحايا وقالوا إنهم كانوا من المدنيين الذين حاولوا الفرار من المعركة في حمص وقُتلوا بعد ذلك على أيدي ميليشيات موالية للحكومة. |
| 9 آذار/مارس 2012               | الجيش العربي السوري    | 47 مدنيًا                                   | دخلت 30 دبابة تابعة للجيش السوري ربع كرم الزيتون، ثم قام الجنود النظاميون بذبحِ 47 امرأة وطفلًا في المنطقة (26 طفلًا و21 امرأة على وجه التحديد). اتهمت المعارضة النظام بالوقوفِ وراء كل ما حصل وقالت إنّ الجُناة الرئيسيين وراء عمليات القتل تلك هم القوات شبه العسكرية التابعة للحكومة والمعروفة في سوريا باسمِ الشبّيحة. |
| 5 نيسان/أبريل 2012             | الجيش العربي السوري    | 62 شخصًا                                    | استولى الجيش السوري على مركز مدينة تفتناز بعد معركةٍ استمرّت ساعتين، قبل أن يرتكب مجزرة في المنطقة بعدما أقدم على قتلِ ما لا يقلُّ عن 62 شخصًا، ولم يُعرف عدد من كانوا من مقاتلي المعارضة وعدد المدنيين. |
| 25 أيّار/مايو 2012              | الجيش العربي السوري    | 108 أشخاص                                  | وقعت مذبحة الحولة في قريتين تُسيطر عليهما المعارضة في منطقة الحولة بسوريا، وهي مجموعة من القرى الواقعة شمال حمص. وفقًا للأمم المتحدة، فقد قُتل 108 أشخاص بينهم 34 امرأة و49 طفلًا، وأفاد محققو الأمم المتحدة بأن الشهود والناجين قدموا روايتين متعارضتين. لقد زعمت الحكومة السورية أن من تصفهم بـ «الجماعات الإرهابية التابعة للقاعدة» هي المسؤولة عن عمليات القتل، بينما قالت مصادر أخرى إنّ النظام السوري من يقفُ وراء ما حصل.                  |
| 29 أيّار/مايو 2012              | جبهة النصرة            | 13 جنديًا نظاميًا                            | عُثر على مقبرة جماعيّة بالقربِ من مدينة دير الزور، حيث وُجد فيها ما لا يقلُّ عن 13 جثة تعودُ لرجالٍ مجهولي الهويّة ومقتولين بالرصاص. أعلنت جبهة النصرة في الخامس من حزيران/يونيو مسؤوليتها عن أعمال القتل تلك مشيرة إلى أنها أسرت واستجوبت عددًا من «الجنود النظاميين» في دير الزور قبل أن تحكم عليهم بالإعدام بعد اعترافهم بارتكابهم جرائم. |
| 31 أيّار/مايو 2012              | الجيش العربي السوري    | 13 مدنيًا                                   | أقدم جنود النظام السوري في الواحد والثلاثين من أيّار/مايو 2012 على قتلِ 13 عاملًا من عُمّال المصانع في قرية البويضة الشرقية السورية. |
| 6 حزيران/يونيو 2012            | الجيش العربي السوري    | 55 - 68 مدنيًا                              | اقتحمت ميليشيات مسلّحة تتبعُ النظام السوري في السادس من حزيران/يونيو 2012 قرية القبير الصغيرة بالقربِ من حماة وارتكبت فيها مجزرة، حيثُ أقدمت على قتل عشرات المدنيين بوحشيّة. قُدّر عدد القتلى ما بين 55 و68 مدنيًا. |
| 23 حزيران/يونيو 2012           | الجيش السوري الحر      | 25 من الشبّيحة                              | أقدمت مجموعةٌ من الثوار في الثالث والعشرين من تمّوز/يوليو 2012 على قتلِ 25 فردًا مم الميليشيات التي تتبعُ النظام السوري وذلك في مدينة دارة عزة. كان الأفراد الخمس والعشرين جزءًا من مجموعةٍ أكبر من أسرى الحرب الذين نجحَت فصائل في المعارضة في أسرهم، ولم يُعرف مصير أسرى الحرب الآخرين. |
| 20 - 25 آب/أغسطس 2012          | الجيش العربي السوري    | 320 - 500 مدني                             | حصلت مجزرة داريا في الفترةِ ما بين 20 و25 آب/أغسطس 2012 حينما شنّ الجيش السوري هجومًا عنيفًا على بلدة داريا في محافظة ريف دمشق — التي كانت تخضعُ لسيطرة المعارضة — وقتل ما بين 320 و500 من المدنيين في الهجومِ الذي استمرّ لخمسة أيامٍ تقريبًا. |
| 8 - 13 تشرين الأول/أكتوبر 2012 | الجيش العربي السوري    | 65 شخصًا (من بينهم 50 جنديًا منشقَّا)          | اتهمت مصادر في المعارضة السورية الجيش النظامي بإعدام 65 شخصًا بما في ذلك 50 جنديًا منشقًا في الفترة بين 8 و13 تشرين الأول/أكتوبر وذلك خلال معركة معرة النعمان. |
| 28 تشرين الثاني/نوفمبر 2012    | فصائل المعارضة السورية | 66 مدنيًا                                   | أقدمت ميليشيات المعارضة المسلحة على تفجير سيارة مفخخة في ساحة الرئيس بمدينة جرمانا مما تسبب بسقوط عدد من القتلى والجرحى وبعد تجمّع السكان لإسعاف المصابين تفجّرت سيارة ثانية وسط حشد المدنيين ما أدى لمقتل العشرات. وأفادت مصادر محلية بوقوع تفجيرات أخرى في المدينة في وقت لاحق. كانت الحصيلة النهائية لعدد القتلى 66 شخصًا حسب منظمة هيومان رايتس ووتش.                                                                                      |
| 11 كانون الأول/ديسمبر 2012     | الجيش السوري الحر      | 125 - 200 شخصًا (عدد غير معروف من المدنيين) | حصلت في الحادي عشر من كانون الأول/ديسمبر مجزرة عقرب في قرية عقرب بمحافظة حماة التي تقطنها أغلبية من العلويين. أفادت الأنباء أنّ ما بين 125 و200 شخصًا لقوا مصرعهم أو أُصيبوا عندما ألقى مقاتلون يتبعون الجيش الحُر قنابل على مبنى كان مئات من المدنيين العلويين مع بعض المسلحين الموالين للحكومة يتخذونه مأوى لهم من القتال الذي كان مشتعلًا في البلدة.                                                                                          |
| 23 كانون الأول/ديسمبر 2012     | القوات الجوية السورية  | 23 مدنيًا على الأقل                         | حصلت في الثالث والعشرين من كانون الأول/ديسمبر مجزرة مخبز حلفايا في بلدة حلفايا حينما استهدفت طائرة حربيّة تتبعُ النظام مخبزًا محليا في المدينة كان مكتظًا بالمدنيين ما تسبّب في مقتل وجرح ما بين 23 حتى 300 من المدنيين. |

## 2013
| التاريخ                                        | المُنفِّذ                                     | الضحايا             | تفاصيل |
| ---------------------------------------------- | ------------------------------------------ | ------------------- | --- |
| 15 كانون الثاني/يناير 2013                     | الجيش العربي السوري                        | 106 مدنيًا           | اقتحمت القوات الحكومية قرية بساتين في ضواحي مدينةِ حمص، فقتلت 106 من المدنيين بمن فيهم نساء وأطفال وذلك عبر إطلاق النار عليهم أو طعنهم أو حرقهم حتى الموت. |
| 15 كانون الثاني/يناير 2013                     | غير معروف                                  | 87 شخصًا             | أدّى انفجاران مجهولي المصدر إلى مقتلِ 87 شخصًا في جامعة حلب، من بينهم عددٌ من الطلاب الذين كانوا يحضرون الامتحانات. ألقت الحكومة والمعارضة باللومِ على بعضهما البعض في الانفجارات التي وقعت في الجامعة. |
| 29 كانون الثاني/يناير 2013 - 14 آذار/مارس 2013 | الجيش العربي السوري                        | 230 مدنيًا           | ادعى ناشطون من المعارضة أنهم عثروا على نحو 230 جثة على الضفاف وعلى نهر قويق في حلب متهمين القوات النظاميّة بإعدامِ الأشخاص. |
| 23 آذار/مارس 2013                              | الجيش العربي السوري                        | 25 - 31 مدنيًا       | نفذت القوات الحكوميّة في الثالث والعشرين من آذار/مارس هجومًا كيميائيًا على بلدة خان العسل في ضواحي حلب ما تسبّب في مقتلِ 25 حتى 31 مدنيًا. تبادلت الحكومة والمعارضة المسؤولية عن الهجوم، في حين ذكر المرصد السوري لحقوق الإنسان – الذي يُحسب على المعارضة لكنّه يُتّهم من قِبل بعض الثوار بالانحياز لروايات النظام – أنّ 16 من القتلى كانوا من الجنود الحكوميين. ووفقًا لما ذكرته الحكومة فإنّ 21 من القتلى مدنيون، وعشرة آخرون جنود. لقد أيّدت روسيا – وهي أحد أقرب الحلفاء للنظام السوري – ادعاءات الحكومة، في حين قالت الولايات المتحدة إنه لا يوجد دليل على أيّ هجومٍ على الإطلاق.                                                                                |
| 16 - 21 نيسان/أبريل 2013                       | الجيش العربي السوري                        | 250 شخصًا            | أحصت بعضُ المصادر الحقوقيّة مقتل 250 شخصًا خلال المعارك التي شنّها النظام على مناطق المعارضة، وقد نجحت مصادر محليّة سورية في توثيق هويّة 127 من القتلى بينهم 27 من عناصر المعارضة وذكرت مصادر تتبعُ هذه الأخيرة أنّ عدد القتلى وصل إلى 450. |
| 27 نيسان/أبريل - 5 تمّوز/يوليو 2013             | الجيش العربي السوري/ فصائل المعارضة        | 120 سجينًا           | خلال حصار المعارضة لسجن حلب المركزي، لقي أزيد من 120 سجينًا مصرعهم. لقد توفيّ معظمهم بسبب سوء التغذية ونقص العلاج الطبي وكذلك بسبب قصفِ فصائل المعارضة على السجن، بينما أُعدم بعضهم على يدِ القوات الحكومية. بحلول الأول من حزيران/يونيو وفي ظلّ الحصار المفروض على المنطقة، أعلنت جماعة ناشطة معارِضة إعدام 50 سجينًا على يدِ القوات الحكومية، في حين أفادت جماعة ناشطة أخرى بأنّ 40 جنديًا حكوميًا و31 سجينًا قُتلوا في قصف المعارضة لمجمعِ السجن. |
| 2 - 3 أيار/مايو 2013                           | الجيش العربي السوري                        | 128 - 450 شخصًا      | قتل النظام السوري في الفترةِ ما بين الثاني والثالث من أيّار/مايو 128 حتى 450 شخصًا – وهو ما أكّدته التقارير الأمميّة – في مدينة بانياس بمُحافظة طرطوس وذلك على ما يبدو انتقامًا لهجومٍ شنّته المعارضة في وقتٍ سابقٍ بالقربِ من البلدة وأسفر عن مقتل ما لا يقلُّ عن ستة جنود. |
| 14 - 16 أيار/مايو 2013                         | جبهة النصرة                                | 3 - 11 جنديًا نظاميًا | ظهر شريطا فيديو يُظهر إعدام ثلاث جنود حكوميين على يدِ «متطرفين إسلاميين» في مدينة الرقّة. زُعم أن المعدومين هم ضباطٌ في الجيش السوري، وتبيَن في وقتٍ لاحقٍ أنّ اثنين من السجناء الثلاثة الذين لقوا مصرعهم ليسوا من ضباط الجيش السوري، وإنما من المدنيين العلويين، فأحدهم كان طبيب أسنان والآخر كان ابن أخيه، وهو مدرس. ظهر في نفس الفترة تقريبًا شريط فيديو آخر يُظهر عناصر من جبهة النصرة وهي تعدمُ حوالي 11 جنديًا حكوميًا في محافظة دير الزور بشرق البلاد، ويُعتقد أنّ هذا الفيديو يرجع تاريخه إلى وقتٍ ما في عام 2012. |
| 11 حزيران/يونيو 2013                           | فصائل المعارضة                             | 60 مدنيًا            | وقعت مجزرة حطلة في الحادي عشر من حزيران/يونيو عندما قتلت عناصر تتبعُ لفصائل في المعارضة السوريّة حوالي 60 قرويًا شيعيًا من بينهم بعض المسلّحين في قرية حلا بالقربِ من دير الزور. أُفيد بأنّ عمليات القتل كانت ردًا على هجوم شنه مقاتلون شيعة قبل يومٍ واحد وقُتل فيه أربعةٌ من الثوار. وفقًا لنشطاء المعارضة، فإنّ معظم القتلى من المقاتلين الموالين للحكومة لكن مصادر قالت إنّ مدنيين قُتلوا أيضًا في الهجوم بمن فيهم النساء والأطفال. أحرقَ عناصر المعارضة منازل المدنيين خلال العمليّة، وقد لقى 10 من الثوار مصرعهم فيما هربَ 150 من السكان الشيعة إلى قرية جفرا المجاورة التي تُسيطر عليها الحكومة. وفقًا لتقرير الأمم المتحدة فقد لقى 30 شخصًا مصرعهم خلال الهجوم.     |
| 21 آب/أغسطس 2013                               | القوات الجوية السورية                      | 355 مدنيًا           | استهدفت القوات الجويّة السورية مدينة الغوطة بالسلاحِ الكيماوي في الواحد والعشرين من آب/أغسطس 2013. تسبّب الهجوم حسبَ منظمة أطباء بلا حدود في مقتلِ 355 مدنيًا، بينما ذكرت مصادر تتبعُ المعارضة أنّ عدد القتلى من المدنيين قد تجاوز الألف. |
| 18 حزيران/يونيو 20                             | فصائل المعارضة                             | 20 شخصًا             | قُتل في الثامن عشر من حزيران/يونيو 20 شخصًا في هجومٍ بقذيفة غراد على منزل عضو البرلمان أحمد المبارك، وهو أيضًا رئيس عشيرة بني إيزز، في بلدة أبو دالا. زعم نشطاء المعارضة أن العضو البرلماني قد قُتل على يد القوات الحكومية. إلا أن أحمد المبارك كان من مؤيدي الحكومة المعروفين وكان أحد مساعديه قد أُعدم قبل أسبوعٍ من قبل مقاتلين تابعين لفصائل المعارضة. |
| 22 - 23 تمّوز/يوليو 2013                        | فصائل المعارضة                             | 150 جنديًا نظاميًا    | هاجمت فصائل المعارضة بلدة خان العسل، إلى الغرب من حلب متمكّنة من السيطرة عليها. قُتل خلال الهجوم أكثر من 150 جنديًا بينهم 51 من الجنود والضباط الذين أُعدموا بإجراءات موجزة بعد أن تم القبض عليهم. |
| 26 تموز/يوليو 2013                             | الجيش العربي السوري                        | 32 مدنيًا            | قُتل 32 مدنيًا بينهم 19 طفلًا وست نساء بصاروخ أرض-أرض استهدفَ حيّ باب النيرب في مدينة حلب. كان «الهدف المُعلَن» للجيش النظامي استهداف «قاعدة جهادية»، لكنّ الصاروخ سقطَ على مجموعةٍ من المباني المدنية قبل وصوله «الهدف المُحدّد». |
| 27 - 30 تموز/يوليو 2013                        | جبهة النصرة/ تنظيم الدولة الإسلامية (داعش) | 50 - 70 مدنيًا       | قتلت جبهة النصرة وتنظيم الدولة الإسلامية في العراق والشام ما بين 50 و70 مُقيمًا في تل عرن وتل حاصل بعد أن استولوا على الجيوب الكردية من جبهة الأكراد. |
| 1 - 5 آب/أغسطس 2016                            | فصائل المعارضة                             | 190 مدنيًا           | خلال هجوم اللاذقية في أوائل آب/أغسطس 2013، ووفقًا لبعض المنظمات الحقوقيَة فقد قتلت فصائل المعارضة ما لا يقلُّ عن 190 مدنيًا في عدة قرى علوية، بما في ذلك ما لا يقلُّ عن 67 مدنيًا قتلوا أو أعدموا «بطريقة غير مشروعة». |
| 21 آب/أغسطس 2013                               | الجيش العربي السوري                        | 281 - 1729 مدنيًا    | أفاد نشطاء سوريون بأن القوات الحكومية قصفت أحياء جوبر، وزملكا، وعين ترما، وحزة في منطقة الغوطة الشرقية بأسلحة كيميائية. تراوحت تقديرات الوفيات بين 281 و1729 حالة وفاة. |
| 10 أيلول/سبتمبر 2013                           | فصائل المعارضة                             | 22 مدنيًا            | هاجمت فصائل المعارضة قرية مكسر الحصان العلوية في محافظة حمص، مما أسفر عن مقتل 22 مدنيًا من بينهم نساء وأطفال وشيوخ. من بين القتلى كان هناك 16 من العلويين بينما كان ستة من البدو العرب. اعترفت فصائل المعارضة في وقت لاحق بقتل 30 مدنيًا بشكلٍ عام في ثلاث قرىً علوية، بما في ذلك تلك الموجودة في مكسر الحصان. |
| 19 أيلول/سبتمبر 2013                           | فصائل المعارضة                             | 14 - 19 مدنيًا       | أسفر قصفُ فصائل المعارضة على قرية في محافظة حمص عن مقتل ما بين 14 و19 من المدنيين العلويين وذلك بعدما سقطت الصواريخ على حافلةٍ أو حافلتين لنقلِ الركاب. |
| 21 - 28 تشرين الأول/أكتوبر 2013                | فصائل المعارضة                             | 46 مدنيًا            | زعمت بعضُ المصادر أنّ فصائل المعارضة ارتكبت مجزرة في الفترة الممتدة من الواحد والعشرين وحتى الثامن والعشرين من تشرين الأول/أكتوبر حينما قتلت 46 مدنيًا — بينهم 15 امرأة — عُثر على جثتهم في مكانٍ ما وذلك خلال معركة صدد. |
| 30 تشرين الثاني/نوفمبر 2013                    | القوات الجوية السورية                      | 20 مدنيًا            | أسقطت طائرة حربيَة تتبعُ النظام السوري برميلًا متفجّرًا على منطقة الباب بحلب ما أسفر عن مقتل 20 مدنيًا على الأقل. |
| 6 كانون الأول/ديسمبر 2013                      | الجيش العربي السوري                        | 40 مدنيًا            | أفادت بعضُ التقارير في السادس من كانون الأول/ديسمبر بأنّ القوات الحكومية قتلت ما لا يقلُّ عن 40 مدنيًا بينهم أطفال في ملجأٍ تحت الأرض في أحد أحياء مدينة النبك. زعمت المعارضة أن القوات الحكومية أحرقت الجثث بعد عمليات القتل في محاولة لإخفاء جريمتها. |
| 11 كانون الأول/ديسمبر 2013                     | جبهة النصرة                                | 19 - 40 مدنيًا       | تسلّل مقاتلون يتبعون الجبهة الإسلامية وجبهة النصرة إلى المنطقة الصناعية في بلدة عدرا شمال شرق دمشق وهاجموا المباني السكنية. لقد استهدفت تلك الجماعات العلويين والمسيحيين والشيعة فيما يبدو أنّه «استهدافٌ طائفي»، حيث أطلقوا النار على بعض الأشخاص بينما قطعوا رأس البعض الآخر. ذُبح في المجموع ما بين 19 حتى 40 من المدنيين من الأقليات، كما قُتل 18 مقاتلًا من الميليشيات الموالية للحكومة، من بينهم خمسة من أعضاء ما يُعرف بجيش التحرير الفلسطيني. في المقابل، لقي العديد من مقاتلي الجبهة مصرعهم عندما فجّر رجل شيعي نفسه معهم ومع عائلته بعد أن حاول المهاجمون قتلهم.                                                                                   |
| 15 - 28 كانون الأول/ديسمبر 2013                | القوات الجوية السورية                      | 700 مدني            | خلفت سلسلةٌ من الهجمات بطائرات الهليكوبتر العسكرية التي تُلقي البراميل المتفجرة على المناطق التي تُسيطر عليها فصائل المعارضة في حلب 517 قتيلًا من بينهم 151 طفلًا و46 امرأة و46 فقط من مقاتلي المعارضة وذلك وفقًا لما ذكره المرصد السوري لحقوق الإنسان. لقد لقي 76 من مجموعِ الذين قتلوا مصرعهم في اليوم الأول وحده، بينما قُتل 93 حتى 100 شخص في الثاني والعشرين من كانون الأول/ديسمبر. تركزت الهجمات على مدينة حلب في الأيام الأربعة الأولى من الهجوم لكنّ نطاق الضربات وُسّع في التاسع عشر من نفس الشهر ليشمل القرى المحيطة بها. ادعى أحدُ قادة فصائل المعارضة أنه وبحلول السادس والعشرين من كانون الأول/ديسمبر، لقي أكثر من 1000 شخصٍ مصرعهم بسببِ حملة القصف. |

## 2014
| التاريخ                   | المُنفِّذ                        | الضحايا                      | تفاصيل |
| ------------------------- | ----------------------------- | ---------------------------- | --- |
| 9 شباط/فبراير 2014        | جند الأقصى                    | 21 مدنيًا                     | هاجم مقاتلون تابعون لجماعة جند الأقصى في التاسع من شباط/فبراير قرية معان العلوية في محافظة حماة وقتلوا 21 مدنيًا (10 منهم من أسرة واحدة)، كما لقى 20 من أفراد الميليشيات الموالية للحكومة مصرعهم في الهجوم. |
| 18 شباط/فبراير 2014       | القوات الجوية السورية         | 18 مدنيًا                     | ألقت طائرة عمودية في الثامن عشر من شباط/فبراير برميلًا متفجرًا على قرية المزيريب في درعا ما أسفر عن مقتلِ 18 مدنيًا على الأقل من بينهم 16 لاجئًا فلسطينيًا. |
| 15 آب/أغسطس 2014          | تنظيم الدولة الإسلامية (داعش) | 700 مدني                     | قام مقاتلون يتبعون تنظيم الدولة الإسلامية (داعش) في منتصف آب/أغسطس بذبحِ حوالي 700 شخص، معظمهم من الرجال، من قبيلة الشعيطات في محافظة دير الزور. تم تحديث عدد القتلى في منتصف كانون الأول/ديسمبر إلى أكثر من 900 شخصٍ بعد اكتشاف مقبرة جماعية تحتوي على 230 جثة. |
| 28 آب/أغسطس 2014          | تنظيم الدولة الإسلامية (داعش) | 250 جنديًا نظاميًا             | ذبح مسلحو تنظيم الدولة الإسلامية (داعش) في الثامن والعشرين من آب/أغسطس عشرات الجنود السوريين، وأظهرت اللقطات التي نُشرت على موقع يوتيوب إعدام التنظيم للجنود النظاميين في موقعٍ صحراوي بعدما جرّدهم من ملابسهم العسكريّة تاركًا إيّاهم بملابسهم الداخلية. أعلن التنظيم في وقتٍ لاحقٍ مسؤوليته عن إعدام 250 سجينًا بينما قال المرصد السوري لحقوق الإنسان إن عدد القتلى وصل إلى 120 شخصًا. |
| 1 تشرين الأول/أكتوبر 2014 | فصائل المعارضة                | 41 مدنيًا (معظمهم من الأطفال) | قام انتحاري في الأول من تشرين الأول/أكتوبر بتفجير عبوة ناسفة ثمّ فجّر نفسه قُرب تجمّعٍ للمدارس في حي عكرمة وسط مدينة حمص، ممّا أدى لمقتل 41 طفلًا وإصابة أكثر من 100 آخرين معظمهم من الأطفال. |

## 2015
| التاريخ                                    | المُنفِّذ                        | الضحايا        | تفاصيل |
| ------------------------------------------ | ----------------------------- | -------------- | --- |
| 21 شباط/فبراير 2015                        | الجيش العربي السوري           | 48 شخصًا        | أقدم النظام السوري في الواحد والعشرين من شباط/فبراير على قتلِ ما لا يقلُّ عن 48 شخصًا في رايتان وذلك بعدما قامت قواتٌ تتبعُ الجيش السوري بإعدام ستة أسرٍ من مقاتلي المعارضة. |
| 25 آذار/مارس 2015                          | القوات الجوية السورية         | 20 مدنيًا       | قصفت الطائرات الحربية النظاميّة الأحياء السكنية في مدينة دوما في الغوطة الشرقية في دمشق ما تسبب في مقتل ما لا يقلُّ عن 20 مدنيًا وجرحِ المئات. |
| 28 آذار/مارس 2015                          | الجيش العربي السوري           | 15 شخصًا        | أقدم الجيش العربي السوري في الثامن والعشرين من آذار/مارس على إعدامِ 15 سجينًا كانوا محتجزين في مقر الاستخبارات العسكرية. |
| 31 آذار/مارس 2015                          | تنظيم الدولة الإسلامية (داعش) | 60 - 62 مدنيًا  | قتل مسلّحون يتبعون تنظيم الدولة الإسلامية (داعش) 60 حتى 62 مدنيا في قرية المبعوجة بمحافظة حماة خلال هجومٍ شنّه التنظيم على الجيش السوري الذي تمكّن في وقتٍ لاحقٍ من صدّ الهجوم. |
| 25 نيسان/أبريل 2015                        | الجيش العربي السوري           | 23 شخصًا        | أعدمَ النظام السوري 23 سجينًا قُبيل انسحابهم من منطقة المستشفى الوطني في جسر الشغور حسب ما أورده المرصد السوري. |
| 28 حزيران/يونيو 2014 - 28 نيسان/أبريل 2015 | تنظيم الدولة الإسلامية (داعش) | 1362 مدنيًا     | أفادت بعضُ المصادر الصحفيّة أنّ مقاتلي تنظيم الدولة الإسلامية (داعش) أعدموا ما مجموعه 2154 شخصًا منذ الثامن والعشرين من حزيران/يونيو 2014 وحتى الثامن والعشرين من نيسان/أبريل 2015، بينهم 1362 مدنيًا و529 من الجنود النظاميين فضلًا عن 137 من عناصر المعارضة و126 من الفارين من تنظيم الدولة. |
| 14 - 15 أيّار/مايو 2015                     | تنظيم الدولة الإسلامية (داعش) | 49 شخصًا        | أعدمَ تنظيم داعش في الخامس عشر من أيار/مايو خلال هجوم تدمر 49 شخصًا في مناطق مختلفة. |
| 22 أيار/مايو 2015                          | تنظيم الدولة الإسلامية (داعش) | 150 - 280 شخصًا | عقبَ الاشتباكات التي دارت في الثاني والعشرين من أيار/مايو، أفادت مصادر مختلفة موالية للمعارضة بأنّ التنظيم أعدم ما بين 150 و280 فردًا من الموالين للحكومة والجنود في الشوارع بينما ذكر التلفزيون الرسمي السوري أنّ عدد القتلى بلغ 400 شخصًا.                                                  |
| 29 أيار/مايو 2015                          | وحدات حماية الشعب             | 20 مدنيًا       | أقدمت الميليشيات الكرديّة في التاسع والعشرين من أيار/مايو على إعدام ما لا يقلُّ عن 20 مدنيًا بدعوى دعم تنظيم الدولة الإسلامية في العراق والشام. |
| 11 حزيران/يونيو 2015                       | جبهة النصرة                   | 20 مدنيًا       | قتلت جبهة النصرة في الحادي عشر من حزيران/يونيو ما لا يقلُّ عن 20 قرويًا درزيا في قلعة اللوح في محافظة إدلب. |
| 26 حزيران/يونيو 2015                       | تنظيم الدولة الإسلامية (داعش) | 200 مدنيًا      | دخل مقاتلو تنظيم الدولة الإسلامية (داعش) في السادس والعشرين من حزيران/يونيو مدينة عين العرب (كوباني) ثم بدأوا في إطلاق النار على المدنيين فتسببوا في مقتلِ أكثر من 200 مدنيًا. |
| 16 آب/أغسطس 2015                           | القوات الجوية السورية         | 96 مدنيًا       | شنّت القوات الجوية السورية في السادس عشر من آب/أغسطس ضرباتٍ جويّةٍ على بلدة دوما التي كانت تخضعُ لسيطرة المعارضة ما أسفرَ عن مقتل ما لا يقلُّ عن 96 مدنيا وإصابة ما لا يقل عن 200 آخرين. |
| 15 أيلول/سبتمبر 2015                       | فصائل المعارضة                | 38 شخصًا        | قُتل 38 شخصًا بينهم 14 طفلًا في قصفٍ صاروخي لفصائل المعارضة على حي يُسيطر عليه النظام في حلب. |
| 17 أيلول/سبتمبر 2015                       | القوات الجوية السورية         | 17 - 24 مدنيًا  | ألقت الطائرات الحربيَة النظامية عددًا من البراميل المتفجّرة على سوقٍ مزدحمٍ في قرية بصرى ما تسبب في مقتل 17 حتى 24 مدنيًا وجرح عشرات آخرين. |
| 30 تشرين الأول/أكتوبر 2015                 | القوات الجوية السورية         | 65 مدنيًا       | قُتل ما لا يقلُّ عن 65 مدنيًا وأُصيب 250 آخرين بجروح متفاوتة الخطورة في غاراتٍ جوية شنّتها الطائرات الحربية النظامية على سوق شعبي في مدينة دوما. |

## 2016
| التاريخ                             | المُنفِّذ                              | الضحايا        | تفاصيل |
| ----------------------------------- | ----------------------------------- | -------------- | --- |
| 16 كانون الثاني/يناير 2016          | تنظيم الدولة الإسلامية (داعش)       | 135 - 300 مدني | أقدم تنظيم الدولة الإسلامية (داعش) في السادس عشر من كانون الثاني/يناير على إعدام ما بين 135 حتى 300 مدني مختطف في دير الزور |
| 20 آذار/مارس 2016                   | تنظيم الدولة الإسلامية (داعش)       | 20 مدنيًا       | قتلَ تنظيم الدولة الإسلامية في العراق والشام (داعش) أكثر من 20 مدنيًا كرديًا وعربيًا في بلدة كفر صغير بشرق حلب. |
| 22 نيسان/أبريل - 18 تمّوز/يوليو 2016 | الجيش العربي السوري/ فصائل المعارضة | 914 مدنيًا      | أسفر القصفُ في جميع أنحاء مدينة حلب في الفترة الممتدة من 22 نيسان/أبريل حتى 18 تمّوز/يوليو 2016 عن مقتلِ 914 مدنيًا. لقد أدى القصف المتبادل بين القوات الحكومية والقوات المعارِضة إلى مقتل 878 شخصًا (525 بسبب الغارات الجوية الحكومية والقصف، و353 بسببِ قصف المعارضة).                                              |
| 5 أيّار/مايو 2016                    | القوات الجوية السورية               | 30 مدنيًا       | قُتل 30 شخصًا على الأقل في مجزرة مخيّم كمونة للاجئين حينما تعرّض المخيم لقصفٍ مباشرٍ من طائرة حربيّة تتبعُ النظام السوري الذي نفى — كما فعل في مجازر وهجمات سابقة — مسؤوليته عن القصف. |
| 12 أيّار/مايو 2016                   | جبهة النصرة                         | 42 مدنيًا       | قُتل في الثاني عشر من أيّار/مايو ما لا يقلُّ عن 19 مدنيًا على يد جبهة النصرة وأحرار الشام في قرية الزارة العلوية في محافظة حماة، كما أُبلغ عن اختطاف 100 شخصٍ آخر. بعد مفاوضات قام بها الهلال الأحمر السوري، انتُشلت جثث 42 مدنيًا من البلدة وذلك في الخامس والعشرين من أيّار/مايو أي بعد أزيد من 10 أيامٍ على قتلِ بعضهم. |

## 2017
| التاريخ                     | المُنفِّذ                 | الضحايا             | تفاصيل |
| --------------------------- | ---------------------- | ------------------- | --- |
| 4 نيسان/أبريل 2017          | القوات الجوية السورية  | 89 مدنيًا            | تسبّب النظام السوري في الرابع من نيسان/أبريل عبر هجومهِ الكيميائي على خان شيخون في مقتلِ ما لا يقلُّ عن 89 مدنيًا وإصابة 541 آخرين. |
| 15 نيسان/أبريل 2017         | فصائل المعارضة المسلحة | 120 مدنيًا 300 مفقود | وقع تفجير حي الراشدين في منطقة الراشدين التي تسيطر عليها الفصائل المعارضة غرب مدينة حلب. عندما استهدفت سيارة مفخخة تجمعاً للخارجين من بلدتي كفريا و‌الفوعة الشيعيتين الذين تم إخلائهم في إطار اتفاق مقابل إخلاء سكان الزبداني و‌مضايا. وفقا للمرصد السوري لحقوق الإنسان ارتفع عدد القتلى إلى 126 على الأقل وعشرات الجرحى. تم الإبلاغ عن مقتل 68 طفلاً. |
| 30 نيسان/أبريل 2017         | القوات الجوية السورية  | 11 مدنيًا            | قُتل في الثلاثين من نيسان/أبريل ما لا يقلُّ عن 11 مدنيًا بينهم أربعةُ أطفال بعدما ألقت القوات الجوية السورية قنبلة براميليّة بالقربِ من درعا. |
| 26 أيلول/سبتمبر 2017        | الجيش العربي السوري    | 70 - 80 مدنيًا       | قتلَ النظام السوري في السادس والعشرين من أيلول/سبتمبر ما بين 70 حتى 80 شخصًا في الصحراء. |
| 29 أيلول/سبتمبر 2017        | القوات الجوية السورية  | 34 مدنيًا            | تسبّبت الغارات الجوية النظامية على مدينة أرمناز في مقتلِ ما لا يقلُّ عن 34 مدنيًا. |
| 13 تشرين الثاني/نوفمبر 2017 | سلاح الجو الروسي       | 84 مدنيًا            | شنّت القوات الجوية الروسية في الثالث عشر من تشرين الثاني/نوفمبر غارة جوية بالقنابل غير الموجّهة على سوقٍ مزدحمٍ في منطقة الأتارب ما تسبّب في مقتل 84 مدنيًا. |

## 2018
| التاريخ                    | المُنفِّذ                | الضحايا   | تفاصيل |
| -------------------------- | --------------------- | --------- | --- |
| 29 كانون الثاني/يناير 2018 | القوات الجوية السورية | 33 مدنيًا  | تسبّب الغارات الجوية التي شنّتها القوات الجوية النظامية في التاسع والعشرين من كانون الثاني/يناير في مقتل ما لا يقل عن 33 مدنيًا. |
| 4 شباط/فبراير 2018         | القوات الجوية السورية | 16 مدنيًا  | ألقت القوات الجوية السورية في الرابع من شباط/فبراير برميلين متفجرين على محافظة إدلب الشمالية ما تسبّب في مقتل 16 مدنيًا. |
| 5 - 8 شباط/فبراير 2018     | الجيش العربي السوري   | 213 مدنيًا | قتلَ النظام السوري في الفترة الممتدة من الخامس حتى الثامن من شباط/فبراير ما مجموعهُ 213 مدنيًا في الغوطة الشرقية، من بينهم 54 طفلًا و41 امرأة وذلك وفقًا للإحصائيات التي قدمها المرصد السوري لحقوق الإنسان. |
| 18 - 22 شباط/فبراير 2018   | الجيش العربي السوري   | 674 مدنيًا | قتل النظام السوري في الفترة الممتدة من الثامن عشر وحتى الثاني والعشرين من شباط/فبراير 417 مدنيًا على الأقل في الغوطة الشرقية، بينهم 96 طفلًا وفقًا لما أحصاهُ للمرصد السوري لحقوق الإنسان. بحلول الأول من آذار/مارس من نفس العام، أفاد الدفاع المدني السوري بأنّ 674 مدنيًا قُتلوا في الغوطة الشرقية منذ الثامن عشر من شباط/فبراير. |
| 7 نيسان/أبريل 2018         | القوات الجوية السورية | 70 مدنيًا  | قُتل ما لا يقلُّ عن 70 مدنيًا في السابع من نيسان/أبريل وذلك بعد الهجوم الكيميائي على مدينةِ دوما. |

## 2020
| التاريخ                    | المكان                       | المُنفذ                | عدد الضحايا | تفاصيل |
| -------------------------- | ---------------------------- | --------------------- | ----------- | --- |
| 11 كانون الثاني/يناير 2020 | بنش، محافظة إدلب             | القوات الجوية السورية | 9 مدنيين    | قصف الطيران الحربي التابع للنظام السوري عدّة مواقعٍ وسطَ مدينة بنش بريف محافظة إدلب الشمالي. تسبّب الصواريخ المُلقاة في تدمير عددٍ من البنايات السكنيّة كما تسبَبت في مقتل 9 مدنيين على الأقل (6 منهم من عائلة واحدة). |
| 14 كانون الثاني/يناير 2020 | محافظة دير الزور             | غير معروف             | 7 مدنيين    | عثر الأهالي في قرية عياش بريف محافظة دير الزور في الرابع عشر من كانون الثاني/يناير على جثامين 7 مدنيين بينهم طفلانِ أُعدموا جميعًا بالرصاص الحيّ على يدِ مسلّحين مجهولين.                                            |
| 15 كانون الثاني/يناير 2020 | إدلب، محافظة إدلب            | القوات الجوية السورية | 22 مدنيًا    | استهدفت طائرة حربيَة تابعة للنظام السوري بصاروخينِ سوقًا شعبيًا شرق مدينة إدلب مما تسبّب في مقتل 22 مدنيًا. جاءت المجزرة بعد ثلاثةِ أيامٍ فقط من إعلان وقف إطلاق النار.                                                |
| 21 كانون الثاني/يناير 2020 | كفر تعال، محافظة حلب         | القوات الجوية الروسية | 9 مدنيين    | قصفَ الطيران الروسي منزلًا مدنيًا يقعُ على أطرافِ قرية كفر تعال بريف محافظة حلب الغربي. تسبّب القصف في مقتل تسع مدنيين من عائلة واحدة بينهم ستّ أطفال وعددٍ غير معروفٍ من الجرحى.                                       |
| 23 كانون الثاني/يناير 2020 | سراقب، محافظة إدلب           | القوات الجوية الروسية | 5 مدنيين    | قصفَ الطيران الروسي محطّة للوقود شرق مدينة سراقب كان تضمُّ عددًا من النازحين من قرية الحمرا بريفِ حماة ما تسبّب في مقتل 5 مدنيين من عائلة واحدة بينهم ثلاثة أطفال.                                                    |
| 29 كانون الثاني/يناير 2020 | كفرلاتة، محافظة إدلب         | القوات الجوية السورية | 19 مدنيًا    | قصفَ الطيران الحربي النظامي شارعًا عامًا في قرية كفرلاتة الواقعة في ريفِ محافظة إدلب الجنوبي ما تسبّب في مقتل 19 مدنيًا بينهم 4 أطفال وعشرات الجرحى.                                                                 |
| 3 شباط/فبراير 2020         | محافظة حلب                   | القوات الجوية الروسية | 9 مدنيين    | قُتل 9 مدنيين بينهم 5 أطفالٍ وسيّدتان في قصفٍ روسيّ على حافلة تُقلُّ نازحين من منطقة شاميكو بريف محافظة حلب الغربي وذلك أثناء مرورهم في منطقة جمعية الرحال بريف محافظة حلب الغربي باتجاه مناطق أكثر أمنًا.              |
| 5 شباط/فبراير 2020         | جدرايا، محافظة إدلب          | القوات الجوية الروسية | 9 مدنيين    | قُتل 9 مدنيين (6 من عائلة واحدة) في الخامس من شباط/فبراير حينما قصفت طائرة حربيَة روسية منزلًا مدنيًا في قرية جدرايا بريف محافظة إدلب الشمالي.                                                                     |
| 11 شباط/فبراير 2020        | إدلب، محافظة إدلب            | القوات الجوية السورية | 12 مدنيًا    | تسبّب القصفُ الجويَ النظامي على مدينةِ إدلب في مقتل 12 مدنيًا بينهم 7 أطفال وجرح عشرات آخرين. |
| 21 حزيران/يونيو 2020       | محافظة الرقة                 | غير معروف             | 9 مدنيين    | أقدم مسلّحون مجهولون على إعدامِ تسع مدنيين في قرية غانم العلي بريف الرقّة الشرقي ولم يُعرف الجهة أو التنظيم الذي يقفُ خلف العمليّة.                                                                                  |
| 28 نيسان/أبريل 2020        | عفرين، محافظة حلب            | وحدات حماية الشعب     | 44 مدنيًا    | انفجرَ صهريجٌ مفخّخٌ في الثامن والعشرين من نيسان/أبربل عند مدخل سوقٍ شعبيٍّ مزحمٍ وسط مدينة عفرين بريف محافظة حلب الشمالي ما تسبّب في مقتلِ 44 مدنيًا بينهم 9 أطفال و3 سيّدات عدى عن عشرات الجرحى.                         |
| 23 حزيران/يونيو 2020       | تل حلف، محافظة الحسكة        | وحدات حماية الشعب     | 5 مدنيين    | انفجرت سيارة مفخّخة في شارعٍ عامٍ في قرية تل حلف التابعة لمدينة رأس العين بريفِ محافظة الحسكة ما أدى إلى مقتلِ خمس مدنيين بينهم طفلٌ واحدٌ وإصابة 20 آخرين بجروح متفاوتة الخطورة.                                     |
| 7 تموز/يوليو 2020          | تل أبيض، محافظة الرقة        | وحدات حماية الشعب     | 6 مدنيين    | انفجرت سيارة مُفخّخة في السابع من تمّوز/يوليو وسطَ مدينة تل أبيض بريفِ محافظة الرقّة الشمالي — الخاضعة لسيطرة ما يُعرف بالجيش الوطني السوري — ما تسبّب في مقتلِ 6 مدنيين بينهم طفلانِ وسيّدة.                             |
| 19 تموز/يوليو 2020         | معبر باب السلامة، محافظة حلب | غير معروف             | 13 مدنيًا    | انفجرت سيارة مُفخّخة أخرى في التاسع عشر من تموز/يوليو عندَ دوار سجو الواقعِ على بعد كيلومترٍ واحدٍ من معبر باب السلامة الحدودي مع تركيا. تسبّب التفجير في مقتل 13 مدنيًا على الأقل وجُرح عشرات آخرين.                   |

## 2022
| التاريخ            | المكان            | المنفذ                                                   | عدد الضحايا                         | تفاصيل |
| ------------------ | ----------------- | -------------------------------------------------------- | ----------------------------------- | --- |
| 2 شباط/فبراير 2022 | الباب، محافظة حلب | قوات سوريا الديمقراطية                                   | 12 قتيل على الأقل 40 جريح على الأقل | تواصلَ يوم الثاني من شباط/فبراير القصفُ المتبادلُ بين فصائل عسكريّة مواليّة للقوات التركية وقوات سوريا الديمقراطية، ثمّ قامت الأخيرة باستهدافِ سوقٍ شعبي مكتظ بالمدنيين ما تسبَّب في وقوعِ 12 قتيلًا على الأقل وجرحِ عشرات آخرين. عُرفت هذه المجزرة إعلاميًا باسمِ مجزرة الباب وقد أكّدت وكالة الأنباء السورية (سانا) هذه المجزرة من خلال بيانها الذي وردَ فيه: «حصلَ قصفٌ متبادلٌ بالقذائف الصاروخية والمدفعية الثقيلة بين قوات الاحتلال التركي ومرتزقتها وبين مسلحي ميليشيا قسد المرتبطة بالاحتلال الأمريكي استمر لعدة ساعات بوتيرة عالية منذ صباح اليوم [...] أسفرَ القصف المتبادل عن مقتل 10 مدنيين وإصابة نحو 32 آخرين ووقوع أضرار مادية بممتلكات الأهالي والممتلكات العامة». |
| 19 آب/أغسطس 2022   | الباب، محافظة حلب | قوات سوريا الديمقراطية (نفت لاحقًا) القوات الجوية السورية | 14 قتيلًا على الأقلّ أكثر من 38 جريحًا | قُتلَ خلال هذه المجزرة التي عُرفت أيضًا باسمِ مجزرة الباب ما لا يقلُّ عن 14 مدنيًا كما أُصيب 38 آخرون بينهم نساء وأطفال وذلكَ إثر قصفٍ صاروخي مشترك من قبل قوات النظام السوري وقوات سورية الديمقراطية (قسد)، وهو القصف الذي استهدفَ سوقًا شعبيًا وعدة أحياء ضمن مدينة الباب بريف حلب الشمالي الشرقي. |
| 6 نوفمبر 2022      | محافظة إدلب       | القوات المسلحة السورية                                   | 6 قتلى على الأقلّ 75 جريحًا على الأقل | قصفت قواتُ النظام السوري في وقتٍ ما من يوم السادس من تشرين الثاني/نوفمبر عددًا من مخيّمات النازحين في قُرى ريف إدلب ما تسبَّب في مقتل 6 أشخاص على الأقل أغلبهم مدنيين من النساء والأطفال، في الوقت الذي اتهمَت فيه فصائل المُعارضة النظام بقصفِ البلدات عبرَ القنبابل العنقوديّة المحرَّمة دوليًا. تزامنَ هذا القصف مع تحليقٍ مكثفٍ ودعمٍ من الطيران الحربي الروسي الذب استهدفَ عدة أماكن أخرى في إدلب. |

## 2023
| التاريخ       | المكان | المنفذ    | عدد الضحايا        | تفاصيل |
| ------------- | ------ | --------- | ------------------ | --- |
| 5 أكتوبر 2023 | حمص    | غير معروف | 135 قتيل و145 جريح | هجوم بطائرة مسيرة على حفل تخريج طلاب ضباط في القوات المسلحة السورية في الكلية الحربية بمدينة حمص كان يحضره ذويهم، مما أدى لسقوط 56 مدنيًا (39 سيدة وطفل) و79 عسكريًا بينهم 67 من الخريجين. |